# Королівський кубок Саудівської Аравії з футболу 2017—2018
Королівський кубок Саудівської Аравії з футболу 2017—2018 — 43-й розіграш кубкового футбольного турніру в Саудівській Аравії. Титул володаря кубка здобув Аль-Іттіхад.

## Календар
| Раунд                     | Дата                       | Матчі | Клуби   |
| ------------------------- | -------------------------- | ----- | ------- |
| Перший раунд кваліфікації | 14-21 листопада 2017       | 16    | 62 → 46 |
| Другий раунд кваліфікації | 28 листопада 2017          | 8     | 46 → 38 |
| Третій раунд кваліфікації | 4-5 грудня 2017            | 4     | 38 → 34 |
| Фінал кваліфікації        | 12 грудня 2017             | 2     | 34 → 32 |
| 1/16 фіналу               | 18-21 січня 2017           | 16    | 32 → 16 |
| 1/8 фіналу                | 19-25 січня 2018           | 8     | 16 → 8  |
| 1/4 фіналу                | 22-25 лютого 2018          | 4     | 8 → 4   |
| 1/2 фіналу                | 30 березня - 1 квітня 2018 | 2     | 4 → 2   |
| Фінал                     | 12 травня 2018             | 2     | 2 → 1   |

## 1/16 фіналу
| Команда 1        | Рахунок | Команда 2       |
| ---------------- | ------- | --------------- |
| 3 січня 2018     |         |                 |
| Аль-Баха (3)     | 0:1     | Аль-Халідж (2)  |
| Аль-Іттіфак      | 6:0     | Ат-Таї (2)      |
| Аль-Вахда (2)    | 0:2 дч  | Аль-Ноджоом (2) |
| 4 січня 2018     |         |                 |
| Охуд             | 0:1     | Аль-Оруба (2)   |
| Аль-Кадісія      | 3:2     | Джидда (2)      |
| Аль-Хіляль       | 2:1     | Хаджер (2)      |
| 5 січня 2018     |         |                 |
| Аль-Фатех        | 1:0     | Аль-Хазм (2)    |
| Аль-Мойзел (2)   | 1:3     | Аль-Батін       |
| Ат-Таавун        | 1:2     | Дамак (2)       |
| Ан-Наср          | 2:0     | Аль-Зулфі (3)   |
| 6 січня 2018     |         |                 |
| Аль-Квайсума (2) | 2:3 дч  | Аль-Файха       |
| Аль-Ватані (2)   | 2:3 дч  | Аль-Фейсали     |
| Ар-Раїд          | 0:1     | Аль-Нахда (2)   |
| Аль-Шола (2)     | 0:2     | Аль-Аглі        |
| 7 січня 2018     |         |                 |
| Аш-Шабаб         | 2:0     | Наджран (2)     |
| Аль-Кавкаб (2)   | 1:3     | Аль-Іттіхад     |

## 1/8 фіналу
| Команда 1     | Рахунок | Команда 2       |
| ------------- | ------- | --------------- |
| 19 січня 2018 |         |                 |
| Аль-Іттіхад   | 2:1     | Аль-Іттіфак     |
| 20 січня 2018 |         |                 |
| Аль-Фейсали   | 2:0     | Аль-Ноджоом (2) |
| Аль-Кадісія   | 1:0     | Аль-Хіляль      |
| Ан-Наср       | 1:0     | Аль-Нахда (2)   |
| 21 січня 2018 |         |                 |
| Аль-Аглі      | 6:0     | Аль-Оруба (2)   |
| 24 січня 2018 |         |                 |
| Аль-Файха     | 2:1 дч  | Аль-Фатех       |
| 25 січня 2018 |         |                 |
| Аль-Батін     | 2:0     | Дамак (2)       |
| Аш-Шабаб      | 3:1     | Аль-Халідж (2)  |

## 1/4 фіналу
| Команда 1      | Рахунок      | Команда 2   |
| -------------- | ------------ | ----------- |
| 22 лютого 2018 |              |             |
| Ан-Наср        | 0:1          | Аль-Батін   |
| 23 лютого 2018 |              |             |
| Аль-Іттіхад    | 3:1          | Аш-Шабаб    |
| 24 лютого 2018 |              |             |
| Аль-Файха      | 2:2 пен. 3:4 | Аль-Аглі    |
| 25 лютого 2018 |              |             |
| Аль-Кадісія    | 2:3          | Аль-Фейсали |

## 1/2 фіналу
| Команда 1       | Рахунок | Команда 2 |
| --------------- | ------- | --------- |
| 30 березня 2018 |         |           |
| Аль-Фейсали     | 1:0     | Аль-Аглі  |
| 1 квітня 2018   |         |           |
| Аль-Іттіхад     | 6:2     | Аль-Батін |

## Фінал
| 12 травня 2018 21:00 (EEST) |

| Аль-Фейсали   | 1–3 дч   | Аль-Іттіхад                                |
| ------------- | -------- | ------------------------------------------ |
| Аль-Ямі 90+2' | Протокол | Аль-Гамді 45' Суф'яні 100' Аль-Ар'яні 116' |

| Король Абдалла Спортс Сіті, Джидда Глядачів: 60,184 Арбітр: Марк Клаттенбург (Англія) |